# Тхон, Яков
Яаков Иоганн Тхон (ивр. יעקב יוחנן טהוֹן‎; 23 марта 1880, Лемберг, Галиция, Австро-Венгерская империя — 5 марта 1950, Иерусалим) — сионистский лидер и лидер ишува в Палестине во время британского мандата.

## Биография
Тхон родился в 1880 году в городе Львове в Галиции, тогда находившемся под контролем Австро-Венгерской империи (ныне Украина). В годы учёбы на юридическом факультете организовал первую в Польше сионистскую ассоциацию студентов (1897 г.). Через некоторое время он переехал в Берлин и получил степень доктора права в Берлинском университете в 1904 году и был назначен секретарем комитета академии «Бецалель». В Германии он впервые встретился с доктором Артуром Руппиным, генеральным секретарем Еврейского статистического общества, и между ними сложилась глубокая дружба. До прибытия Тхона в Эрец-Исраэль в 1907 году они работали вместе в Управлении статистики и демографии евреев.
В 1907 году со своей первой женой Сарой Тхон иммигрировал в Палестину в составе второй алии. Год спустя туда же иммигрировал Руппин и стал директором Палестинского бюро Всемирной сионистской организации, а Тахон занял должность заместителя директора. В начале 1916 года Тахон формально стал директром бюро, поскольку турецкие власти потребовали, чтобы организацию возглавлял гражданин Турции.
Во время Первой мировой войны Тхон был представителем всей еврейской общины Палестины. Поэтому он занимал нейтральную позицию в отношении враждующих держав за контроль над Палестиной и выступил против подпольной организации «Нили». Помимо своей представительской роли он много лет работал, чтобы получить концессию в долине Хула, выкупить там землю и искоренить малярию на территории страны. В этот период он был одним из основателей «Компании по освоению земель» и её первым управляющим.
Между 1919 и 1930 годами Тхон был членом Национального комитета, а во время первого собрания он занимал пост председателя комитета от имени партии «Ха-Поэль ха-Цаир». В 1921 году в составе Сионистской комиссии он встретился с Уинстоном Черчиллем во время визита того в Палестину в качестве Министра по делам колоний. На этой встрече Черчилль подтвердил свою приверженность декларации Бальфура. В том же году Тхон был избран председателем Совета еврейской общины в Иерусалиме.
Тхон отличался терпимостью и в переговорах всегда пытался отыскать компромиссное решение. В то же время он искал пути диалога ишува с арабами и был одним из основателей движения «Кедма мизраха» («Вперёд, на восток»), которое должно было преодолеть волны вражды между евреями и арабами. Вместе с ним были такие члены движения, как Давид Елин, Элиэзер Елин, Ицхак Рафаэль Молхо, Хаим Марголиот-Кальварийский, Йосеф Клаузнер, Р. Биньямин и Моше Смилянский. Они пытались наладить культурные и экономические связи с представителями арабской элиты, такими как семья Нашашиби. Среди прочих были Артур Руппин, раввин Биньямин, Шмуэль Хьюго Бергман, Иегуда Лейб Магнес, Ханс Кон, Хаим Маргалиот-Кальварийский, Йосеф Лурье, Ицхак Эпштейн и другие, а также основатели «Брит Шалом», организации, которая стремилась достичь территориального компромисса между евреями и арабами на Земле Израиля и создание двухнационального государства. Ассоциация стремилась к конституционному устройству, которое обеспечило бы равные права для всех граждан государства. В то же время ассоциация рассматривала себя только как группу ученых, в которой будут проводиться дискуссии по арабскому вопросу, а не как политическая партия.
Яаков Тхон умер в марте 1950 года, незадолго до своего 70-летия, оставив вдову и четырёх детей. Он был похоронен на кладбище Санхедрия в Иерусалиме.
Его память была увековечена в названии улиц в различных населённых пунктах в Израиле.

## Семья
Его старший брат Иегошуа (Осия) Тхон был раввином, писателем и сионистским деятелем, депутатом польского сейма.
Первая жена Тхона, Сара Тхон (1881—1920), была одним из лидеров в борьбе за равные права для женщин.
Его вторая жена, Ханна (Елена) Тони Коэн (1886—1954), была публицисткой и писательницей.
У Яакова Тхона было четверо детей.